# Little Village
Little Village foi um supergrupo de rock americano-britânico, formada em 1991 por Ry Cooder (guitarra, vocal), John Hiatt (guitarra, piano, vocal), Nick Lowe (baixo, vocal) e Jim Keltner (bateria). Cada um dos membros do grupo já havia trabalhado no álbum de 1987 de John Hiatt, Bring The Family, e formado em 1991, enquanto fazia uma pausa em seus próprios projetos musicais.
O supergrupo lançou seu único álbum, Little Village, no início de 1992. As músicas foram compostas por todos os quatro membros do grupo e cantadas principalmente por Hiatt, embora Lowe tenha liderado duas músicas e Cooder uma. Enquanto o álbum foi recebido com indiferença comercial geral, foi nomeado em 1993 para um Grammy Award como Melhor Performance Vocal de Rock por um Duo ou Grupo. O álbum alcançou a posição 23 na parada de álbuns do Reino Unido.
Nick Lowe disse mais tarde: "Little Village foi muito divertido. Infelizmente, o disco que fizemos não foi bom. Suponho que, em algum nível, funcionou, mas a Warner Brothers meio que nos deu muito tempo para fazê-lo".
Little Village excursionou pelos EUA e Europa em 1992 para divulgar o álbum, mas o grupo se desfez no final daquele ano.

## Formação
- John Hiatt - vocal principal, guitarra rítmica, piano
- Ry Cooder - guitarra, back-vocal
- Nick Lowe - baixo elétrico, back-vocal
- Jim Keltner - baterias, percussão

## Discografia
- 1992 - Little Village

### Singles
- "She Runs Hot" 1992 with a music video set at a NASCAR-Style track and bodyshop.
- "Solar Sex Panel", 1992
- "Don't Go Away Mad", 1992